# Österrikiska nationalbiblioteket
Det österrikiska nationalbiblioteket (Österreichische Nationalbibliothek, ÖNB) är Österrikes centrala vetenskapliga bibliotek. Det är beläget i slottet Hofburg i centrala Wien. Biblioteket har sitt ursprung i medeltidens kejserliga bibliotek (Hofbibliothek).

## Bilder

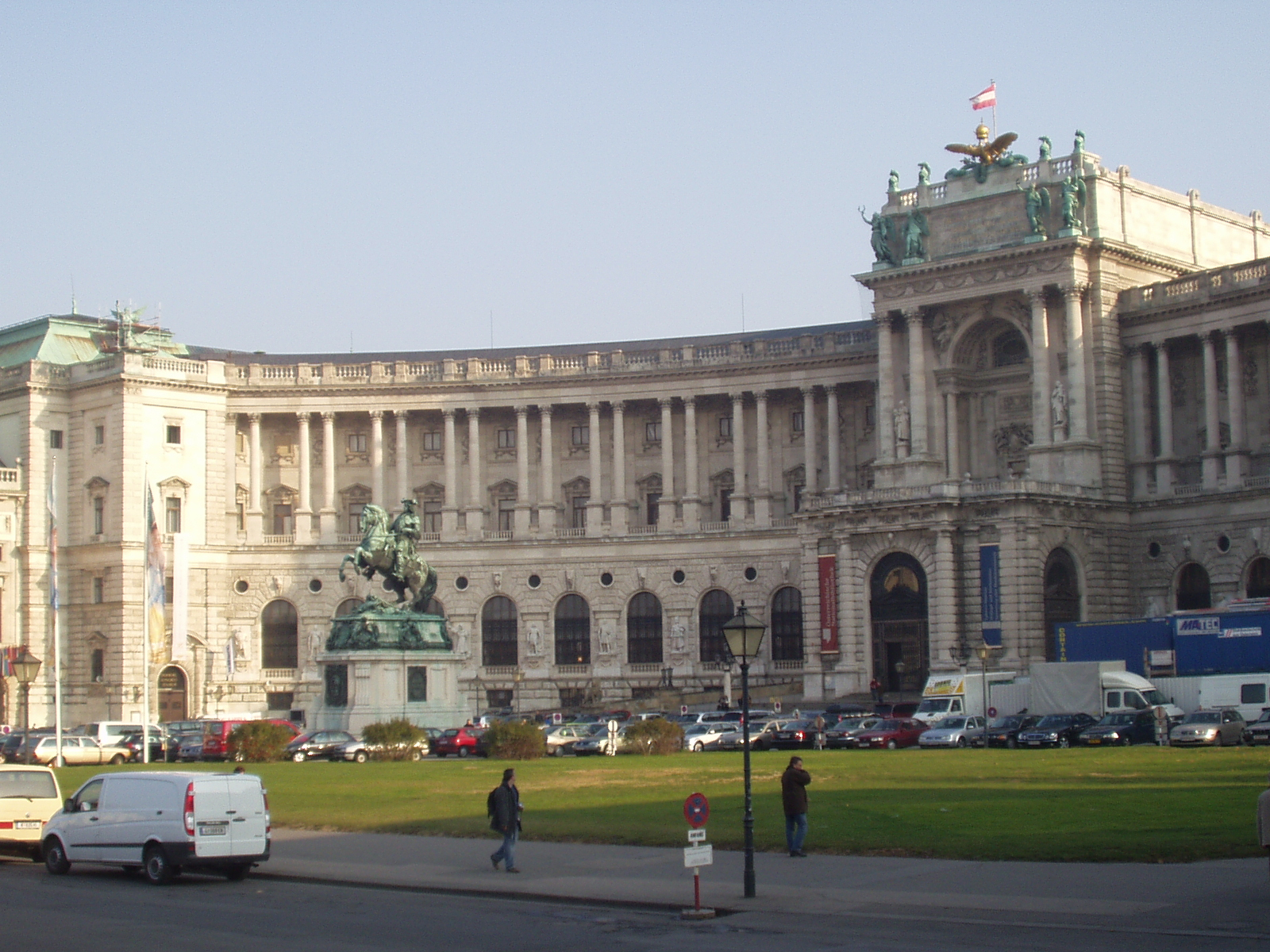
Huvudingången
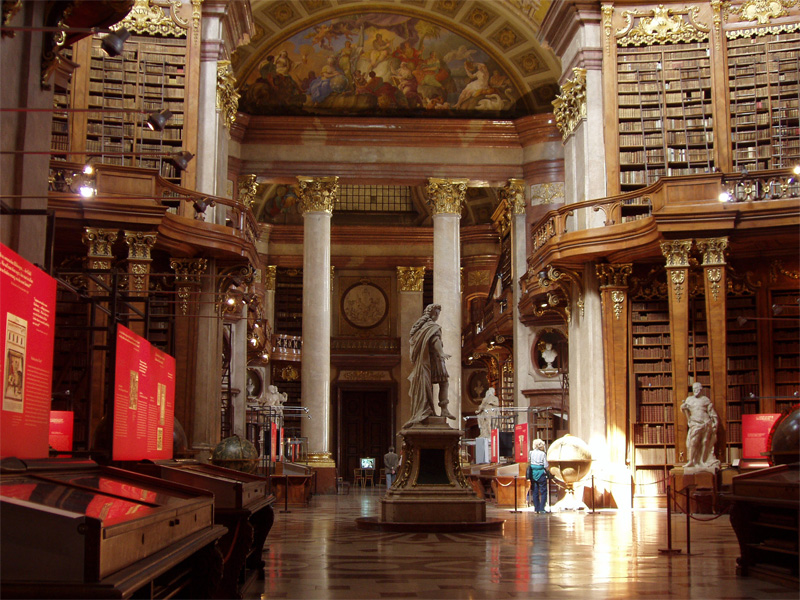
Barockprakten i f.d. hovbiblioteket
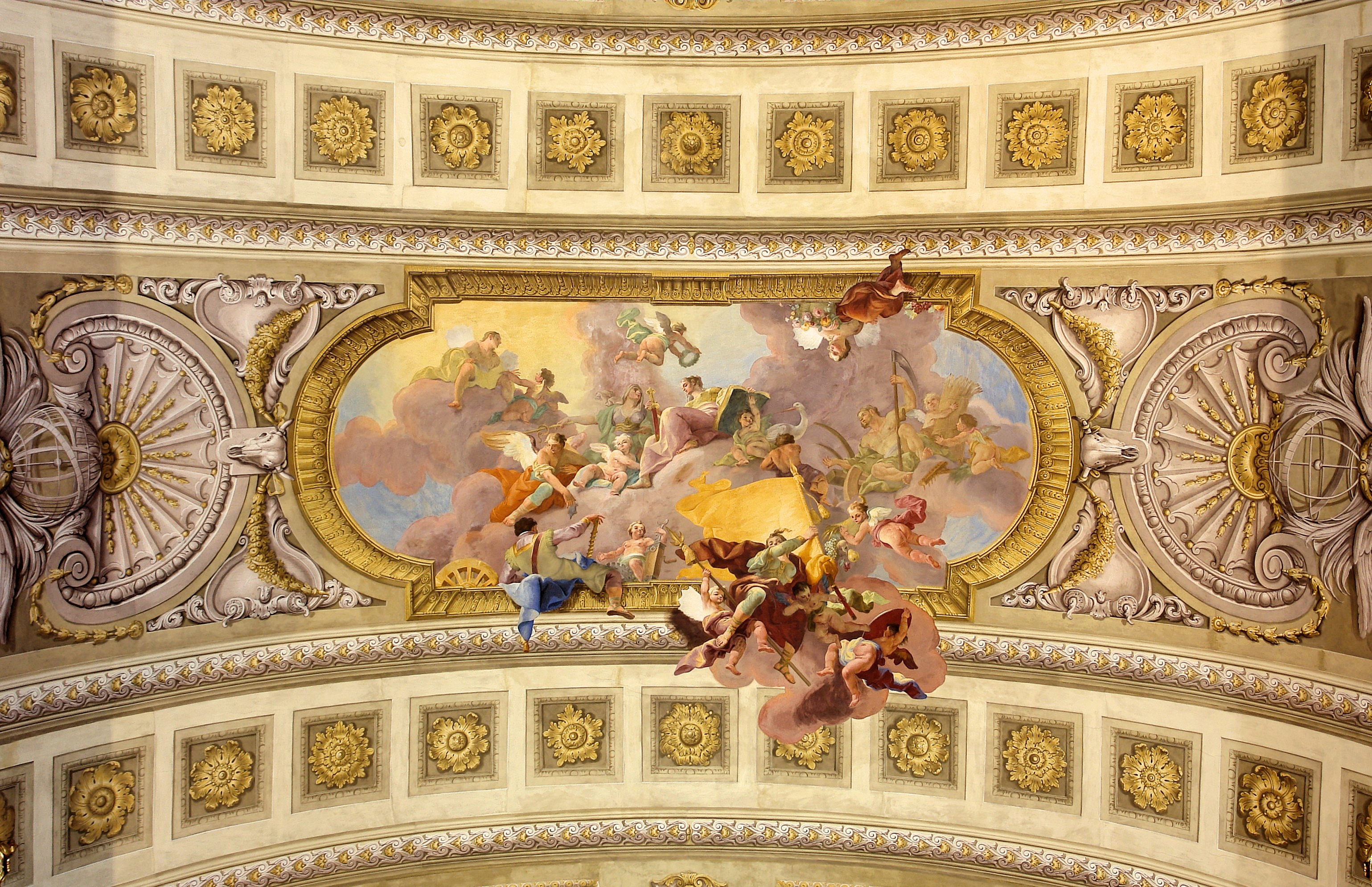
Allegoriska takmålningar föreställande krig och fred i bibliotekets praktsal